# Tom Shales
Thomas William "Tom" Shales (Elgin, 3 de novembro de 1944 – condado de Fairfax, 13 de janeiro de 2024) foi um crítico de cinema estadunidense, mais conhecido por seus artigos publicados no The Washington Post.

## Biografia
Filho de Hulda Louise (nascida Reko) e de Clyde LeRoy Shales. Shales graduou-se em Washington, D.C. pela American University.
Entre 1966-67 foi editor-chefe do jornal estudantil The Eagle, durante a vida acadêmica, quando já se apresentava como crítico cinematográfico.
Escreveu críticas também pela NewsPro, da Crain Communications.
Em 1988 recebeu o Prémio Pulitzer de Crítica.
Morreu em 13 de janeiro de 2024, aos 79 anos, em um hospital no condado de Fairfax devido a complicações da COVID-19 e da insuficiência renal.

## Publicações selecionadas
- On the Air!. New York: Summit Books. 1982
- Legends: Remembering America's Greatest Stars. New York: Random House. 1989 ISBN 978-0394575216
- James Andrew Miller (2002). Live from New York: An Uncensored History of Saturday Night Live. New York: Little, Brown and Co ISBN 978-0316295062
- Miller, James; Shales, Tom (2011). Those Guys Have All the Fun: Inside the World of ESPN 1st Back Bay pbk. ed. New York: Back Bay Books. ISBN 9780316043007. OCLC 668192506